# Teija Sopanen
Teija Sopanen (26 de enero de 1933 – 4 de octubre de 2011) fue una actriz, presentadora de televisión, periodista y concursante de belleza finlandesa. 

## Biografía
Su verdadero nombre era Teija Anneli Väärä, y nació en Helsinki, Finlandia. A los diez años de edad, durante la Guerra de continuación en 1943, fue enviada a Suecia. Finalizada la guerra, la familia fue a vivir a Tampere, ingresando Sopanen después en la Universidad de Helsinki para estudiar idiomas.
Teija Sopanen fue elegida Doncella de Finlandia (Suomen Neito) en el año 1953, viajando después a Estados Unidos para representar a su país en el certamen de Miss Universo llevado a cabo en Long Beach, California.
Tras el concurso de belleza, Sopanen empezó a trabajar en el cine. Su primer papel, de reparto, llegó con Rakastin sinua, Hilde (1954), haciendo actuaciones similares en 1956 con Tyttö tuli taloon y Tyttö lähtee kasarmiin. En 1958 fue una de las protagonistas de una película basada en una obra de Ilona Ahlgren y dirigida por Valentin Vaala, Niskavuoren naiset. Ese mismo año fue Hilka en otro film de Vaala, Nuori mylläri, y en 1959 coprotagonizó con Tauno Palo Kovaa peliä Pohjolassa. Los siguientes papeles cinematográficos de Sopanen fueron en su mayor parte cameos en los que encarnaba a una locutora o a una reportera, como fue el caso de las películas Juoksuhaudantie y Uuno Turhapuro – This Is My Life (ambas de 2004).

Sopanen trabajó para la emisora Yleisradio como locutora y periodista del canal Yle TV1 entre 1957 y 1974. En 1989 dirigió el concurso televisivo de Yle TV2 Teeveestä tuttu, y en los años 1990 tuvo un programa propio dedicado a la cocina, Teijan keittiössä.
Teija Sopanen trabajó también como entrevistadora en dos programas musicales dirigidos por Erkki Pohjanheimo para TV1: Kuunnelkaa laulujani!, emitido por vez primera el 24 de octubre de 1971, y Salminen Savonlinnassa, emitido el 12 de enero de 1974.
Finalizada su carrera televisiva, Sopanen trabajó para revistas femeninas, siendo editora de Monalisa desde 1974 a 1975, y escritora de columnas en Jaana. Para la revista Seura escribió artículos periodísticos sobre temas como el teatro y el ballet
Sopanen se casó tres veces. Su primer esposo fue el actor Matti Oravisto, estando casados entre 1954 y 1964. En 1970 se casó con el boxeador Pertti Purhonen, con el que vivió hasta 1974, casándose en 1979 con el director de teatro Lauri Väärä. El matrimonio duró hasta la muerte de la actriz. De su unión con Oravisto nacieron la actriz Jaana Oravisto en 1955, y Janne Oravisto al siguiente año. 
Teija Sopanen falleció en el año 2011 en Helsinki, a los 78 años de edad. Fue enterrada en el Cementerio de Hietaniemi (bloque 5, línea 13, tumba 213).

## Filmografía
- 1953 : Suomen neito Teija Sopanen
- 1953 : Finlandia-katsaus 212
- 1954 : Rakastin sinua, Hilde
- 1956 : Tyttö tuli taloon
- 1956 : Tyttö lähtee kasarmiin
- 1957 : Finlandia-katsaus 351
- 1958 : Ranskalaiset tähdet
- 1958 : Nuori mylläri
- 1958 : Niskavuoren naiset
- 1959 : Pekka ja Pätkä mestarimaalareina
- 1959 : Kovaa peliä Pohjolassa
- 1960 : Taiteen juhlaa
- 1961 : Voi veljet, mikä päivä!
- 1966 : Millipilleri
- 1969 : Vodkaa, komisario Palmu
- 1969 : Näköradiomiehen ihmeelliset siekailut
- 2004 : Uuno Turhapuro – This Is My Life
- 2004 : Juoksuhaudantie